# Uber Acosta
José Uber Acosta Lozano (Yacuiba, 23 de julio de 1957) es un exfutbolista y entrenador boliviano que jugaba como delantero.

## Trayectoria

### Como jugador
Fue parte del equipo de The Strongest que ganó el primer título de la Liga del Fútbol Profesional Boliviano en 1977. En 1980 fue el subgoleador de la liga con 18 goles, solamente tras Juan Carlos Sánchez Frías. Posteriormente jugó en Chaco Petrolero, Universitario de Sucre y San José, retirándose del fútbol profesional en 1991.

## Clubes

### Como jugador
| Club                   | País    | Año         |
| ---------------------- | ------- | ----------- |
| The Strongest          | Bolivia | 1977 - 1983 |
| Chaco Petrolero        | Bolivia | 1984        |
| Universitario de Sucre | Bolivia | 1986        |
| San José               | Bolivia | 1987 - 1988 |

### Como entrenador
| Club                    | País    | Año         |
| ----------------------- | ------- | ----------- |
| Deportivo Municipal     | Bolivia | 1995        |
| The Strongest           | Bolivia | 1996        |
| Chaco Petrolero         | Bolivia | 1998        |
| Deportivo Municipal     | Bolivia | 1999        |
| San José                | Bolivia | 1999        |
| Unión Central           | Bolivia | 2001        |
| 31 de Octubre           | Bolivia | 2008 - 2009 |
| Mariscal Braun          | Bolivia | 2010        |
| The Strongest           | Bolivia | 2012        |
| FATIC                   | Bolivia | 2012        |
| Universitario de La Paz | Bolivia | 2014        |
| Unión Maestranza        | Bolivia | 2015        |
| EMI                     | Bolivia | 2016        |

## Palmarés

### Como jugador
Títulos nacionales
| Título           | Club          | País    | Año  |
| ---------------- | ------------- | ------- | ---- |
| Primera División | The Strongest | Bolivia | 1977 |

### Como entrenador
Títulos nacionales
| Título             | Club                | País    | Año  |
| ------------------ | ------------------- | ------- | ---- |
| Copa Simón Bolívar | Deportivo Municipal | Bolivia | 1995 |